# Naarvajärvi
Naarvajärvi eller Narvajärvi är en sjö i Finland. Den ligger i kommunen Vesilax i landskapet Birkaland, i den södra delen av landet, 150 km nordväst om huvudstaden Helsingfors. Naarvajärvi ligger 121 meter över havet. I omgivningarna runt Naarvajärvi växer i huvudsak blandskog. Arean är 43,4 hektar och strandlinjen är 4,23 kilometer lång. Sjön  ingår i Kumo älvs huvudavrinningsområde. 